# Castilenti
Castilenti – miejscowość i gmina we Włoszech, w regionie Abruzja, w prowincji Teramo.
Według danych na rok 2004 gminę zamieszkiwały 1624 osoby, 70,6 os./km².